# 金井町 (町田市)
金井町（かないまち）は、東京都町田市の町名。丁番のない単独町名である。郵便番号は195-0071。

## 地理
町田市の中部に位置する。北は野津田町、東は薬師台、金井、藤の台、南は藤の台、西は本町田と接している。金井、薬師台、藤の台、金井ヶ丘などが分立したため、現在はおおむね鎌倉街道の西側と町田えびね苑東側斜面のわずかな面積を残すのみとなった。

## 歴史
武蔵国多摩郡小山田庄木曽郷に属した。
元は金井村一村であったが、分割されて金井村と木倉村の二村となった。1590年（天正18年）に一村に戻ったという。
明治から昭和初期には、農家の一番の現金収入源として養蚕が盛んに行われたが、第二次世界大戦中の食料量産で桑畑が芋畑にされた後は、養蚕はすっかり廃れた。また、大正時代には柿が養蚕に次ぐ現金収入源となり、甘柿の「禅寺丸」で方々に出荷された。

### 地名の由来
由来は不明

### 沿革
- 1559年（永禄2年） - 金井村が分割、金井村と木倉村の二村となる。
- 1590年（天正18年） - 金井村と木倉村が元の一村（金井村）に戻った。
- 1605年（慶長10年） - 旗本 福井清右衛門久国の知行地になる。
- 1705年（宝永2年） - 幕府直轄地になる。
- 1729年（享保14年） - 旗本 神谷志摩守久敬の知行地になる。
- 1843年（天保14年） - 村騒動のため一時期 中川市右衛門が支配した後、神谷氏に戻された。
- 1868年（慶応4年,明治元年） - 武蔵県知事の管轄とされた。その後同年末までに東京府となるものの、多摩地域が横浜に居住する外国人の遊歩区域であるとの神奈川県知事陸奥宗光の上申により神奈川県に移管される。
- 1871年（明治4年） - 区制により第三一区となる。
- 1873年（明治6年）5月1日 - 区番組制により第八区二番組となる。
- 1874年（明治7年）6月15日 - 大区小区制により、第八大区三小区となる。
- 1878年（明治11年）7月22日 - 郡区町村制施行。神奈川県南多摩郡金井村となる。
- 1884年（明治17年）7月5日 - 連合戸長役場制により、金井村、原町田村、本町田村、森野村、南大谷村が5ヶ村連合となる。戸長役場は原町田村に置かれる。
- 1889年（明治22年）4月1日 - 町村制施行。金井村と小野路村・野津田村・大蔵村・真光寺村・広袴村・能ヶ谷村・三輪村が合併し、南多摩郡鶴川村大字金井となる。
- 1893年（明治26年）4月1日 - 神奈川県のうち、西多摩郡、南多摩郡、北多摩郡を東京府に移管。東京府南多摩郡鶴川村大字金井となる。
- 1943年（昭和18年）7月1日 - 東京都制により、東京都南多摩郡鶴川村大字金井となる。
- 1958年（昭和33年）2月1日 - 町田町、鶴川村、忠生村、堺村の1町3村が対等合併し、市制施行。町田市金井町となる。
- 1967年（昭和42年）7月1日 - 金井町、本町田、南大谷、成瀬のそれぞれ一部で住居表示を実施、玉川学園一〜八丁目を新設。
- 1986年（昭和61年）3月1日 - 金井町、野津田町のそれぞれ一部より薬師台一〜三丁目を新設。
- 1990年（平成2年）7月16日 - 金井町の一部で住居表示を実施、金井一丁目を新設。
- 1991年（平成3年）10月12日 - 金井町の一部より金井二丁目を新設。
- 1994年（平成6年）
  - 1月15日 - 金井町の一部より金井三丁目を新設。金井町の一部を薬師台三丁目に編入。
  - 7月18日 - 金井町、大蔵町の一部で住居表示を実施、金井四〜八丁目を新設。
- 2020年（令和2年）7月25日 - 金井町、大蔵町、玉川学園、本町田の一部で住居表示を実施、金井ヶ丘一〜五丁目および藤の台一〜三丁目を新設。

## 世帯数と人口
2020年（令和2年）8月1日現在の世帯数と人口は以下の通りである。
| 町丁   | 世帯数 | 人口 |
| ------ | ------ | ---- |
| 金井町 | 7世帯  | 10人 |

## 小・中学校の学区
市立小・中学校に通う場合、学区は以下の通りとなる。
| 番地 | 小学校               | 中学校             |
| ---- | -------------------- | ------------------ |
| 全域 | 町田市立藤の台小学校 | 町田市立薬師中学校 |

## 交通

### 路線バス
- 「薬師池」バス停留所から神奈川中央交通の路線バスで町田駅行き、鶴川駅行きがある。

### 道路
- 東京都道18号府中町田線（鎌倉街道）
- 団地いちょう通り

## 関連文献
- 「金井村」『新編武蔵風土記稿』 巻ノ90多磨郡ノ2、内務省地理局、1884年6月。NDLJP:763988/55。